# آن زيلر
آن زيلر (بالإنجليزية: Anne Zeller)‏ هي عالمة الإنسان أمريكية، ولدت في 1947.